# Ewa Miśkiewicz-Żebrowska
Ewa Miśkiewicz-Żebrowska (ur. 30 maja 1957 w Łodzi) – polska artystka, animatorka kultury, profesor Zachodniopomorskiego Uniwersytetu Technologicznego w Szczecinie.

## Życiorys
Ukończyła w Łodzi naukę w Ogólnokształcącej Szkole Muzyczną I i II stopnia im. Henryka Wieniawskiego na wydziale instrumentalnym, Studium Technik Teatralno-Filmowych oraz Państwową Wyższą Szkołę Sztuk Plastycznych im. Władysława Strzemińskiego na Wydziale Grafiki i Malarstwa w zakresie grafiki artystycznej i fotografii w Pracowni Wklęsłodruku Leszka Rózgi i Fotografii Ireneusza Pierzgalskiego. Następnie obroniła doktorat i habilitację na Wydziale Grafiki i Malarstwa Akademii Sztuk Pięknych w Łodzi. W latach 1994–1999 była nauczycielem w Kolegium Języka Polskiego w Koszalinie. Wykłada w Katedrze Projektowania Krajobrazu Zachodniopomorskiego Uniwersytetu Technologicznego w Szczecinie oraz uczy przedmiotów artystycznych w Zespole Szkół Plastycznych im. Władysława Hasiora w Koszalinie.
Należała do Rady Kultury przy Prezydencie Miasta Koszalina w latach 2005–2006, a od 2006 zasiada w Radzie Muzeum w Koszalinie. Od 1996 była prezesem okręgu Koszalin-Słupsk ZPAP. Jest pomysłodawczynią i organizatorką organizowanych od 1998 Międzynarodowych Plenerów Malarskich w Osiekach. Jest założycielką grupy twórczej „6 x sztuka”.
Jest autorką grafiki artystycznej, malarstwa, rzeźby oraz fotografii. Wystawiała swoją twórczość na 40 wystawach indywidualnych w Polsce oraz 250 wystawach zbiorowych w Polsce i za granicą, w tym m.in. w Holandii, Niemczech i Finlandii.

## Wyróżnienia
- Nagroda Ministerstwa Edukacji Narodowej,
- Nagroda Centrum Edukacji Artystycznej w Warszawie,
- Nagroda Prezydenta Miasta Koszalina,
- Nagroda Marszałka Województwa Zachodniopomorskiego,
- Odznaka honorowa „Zasłużony dla Kultury Polskiej”,
- Odznaka „Za Zasługi dla Województwa Koszalińskiego”,
- Medal Komisji Edukacji Narodowej,
- Złota Odznaka ZPAP[3].